# Brandon Davis
Brandon Davis (* 30. August 1995 in Redlands, Kalifornien) ist ein ehemaliger US-amerikanischer Snowboarder. Er startete in den Freestyledisziplinen.

## Werdegang
Davis nahm von 2009 bis 2018 an Wettbewerben der Ticket to Ride World Snowboard Tour und seit 2012 an Wettbewerben der FIS teil. Dabei holte er in der Saison 2009/10 bei nationalen Wettbewerben der So Cal Series seine ersten Siege.  Zu Beginn der Saison 2011/12 gewann er bei der U.S. Revolution Tour in Northstar-at-Tahoe im Slopestyle. Im weiteren Saisonverlauf errang er auf der Halfpipe bei The Burton Pro-Test in Northstar-at-Tahoe und im Slopestyle bei der U.S. Revolution Tour am Mount Snow jeweils den zweiten Platz. Bei den Snowboard-Juniorenweltmeisterschaften 2012 in Sierra Nevada holte er die Bronzemedaille im Slopestyle. Die Saison beendete er auf dem 16. Rang in der Gesamtwertung der World Snowboard Tour. In der folgenden Saison gewann er bei der U.S. Revolution Tour in Northstar-at-Tahoe und belegte in Sun Valley den dritten Rang im Halfpipe-Wettbewerb. Im Januar 2013 debütierte er im Snowboard-Weltcup in Copper Mountain und errang dabei den 92. Platz im Slopestyle. Bei den Winter-X-Games 2014 in Aspen kam er auf den 11. Platz im Slopestyle. Im Februar 2014 siegte er im Slopestyle bei der U.S. Revolution Tour in Mammoth. In der Saison 2014/15 erreichte er mit dem dritten Rang im Big Air-Wettbewerb beim FIS-Weltcup in Istanbul seine erste Podestplatzierung im Weltcup. Im Januar 2016 gewann er beim U.S. Snowboarding Grand Prix und FIS-Weltcuprennen in Mammoth im Slopestyle-Wettbewerb. Bei den Snowboard-Weltmeisterschaften 2016 in Yabuli belegte er den 11. Rang im Big Air und gewann im Slopestyle die Goldmedaille. Zum Saisonende errang er den sechsten Platz im Freestyle-Weltcup und den zweiten Rang im Slopestyle-Weltcup. In der Saison 2016/17 kam er bei den Winter-X-Games 2017 in Aspen auf den 11. Platz im Slopestyle und bei den X-Games Norway 2017 in Hafjell auf den 14. Rang im Slopestyle. Im März 2017 siegte er zweimal im Slopestyle bei den Pamporovo Freestyle Open und zugleich Europacup in Pamporovo und errang beim Spring Battle in Flachauwinkl den zweiten Platz im Slopestyle. Im folgenden Jahr belegte er bei den Winter-X-Games den 15. Platz im Slopestyle.